# Мулик-Луцик Юрій Олексійович
Мулик-Луцик Юрій (псевдоніми — Скаржевський, Олексіїв, Назар Полин та ін.; 31 грудня 1913 — 12 червня 1991) — український славіст, філософ, історик. Дійсний член Української вільної академії наук. 

## Життєпис
Народився в с. Татаринці Кременецького повіту Волинської губернії (нині село Кременецького району Тернопільської області). Початкову школу закінчив у с. Матвіївка, гімназію — у м. Кременець. 
У 1933—1936 роках вивчав право й суспільні науки у Віленському університеті (нині Вільнюський університет), у 1936—1937 роках — слов’янську філологію у Львівському, у 1937—1939 – Варшавському університетах.  1939 року в останньому отримав ступінь магістра за працю «Західні впливи в українській церковній драмі». 
Мулик-Луцик належав до найближчих студентів професора Романа Смаль-Стоцького. Був одним із 4-х студентів, відзначених найвищими нагородами міністра освіти 2-ї Речіпосполитої. У Варшаві, крім славістики, до початку Другої світової війни встиг закінчити 3 роки слов’янської етнографії. 
Належав до української студентської корпорації «Запоріжжя» та до членів редакції науково-популярного «Волинського альманаху». Влітку 1939 працював на Поліссі, де збирав матеріали для роману з життя поліщуків. Початок II світової війни застав його у Варшаві. 
Як кадет Варшавського полку Академічної легії Мулик-Луцик був мобілізований до оборони міста. Брав участь в організації українського шкільництва на Холмщині. 1943 року виїхав з Волині до Львова, звідти — до Варшави, згодом — до Чехословаччини, під кінець Другої світової війни — у Мюнхен (Німеччина). 
1948 року в Українському вільному університеті під керівництвом доктора Юрія Шевельова захистив докторську дисертацію на тему: «Психотранспозиція в синтаксі». Тоді ж був запрошений на посаду лектора до Української богословської педагогічної академії в Мюнхені, де став автором нового предмета «Психологія мови в службі релігійного культу». З грудня 1948 — у Канаді. Спочатку брався за будь-яку роботу. 1950 року був запрошений викладати в колегії св. Андрея у Вінніпезі (Канада). 
Брав участь в організації УВАН в Канаді, допомагав Ярославу Рудницькому в організації відділу славістики у Манітобському університеті. Один з організаторів товариства «Волинь», Інституту дослідів Волині, науковий редактор їхніх видань. Редактор часописів «Вісник», «Віра і культура», «Канадійський фармер», «Український голос» та ін.
Автор низки праць, у тому числі «Духовний портрет Ольги Кобилянської», «Старо-церковно-слов’янська мова як мова релігійного культу», «До методології назвознавства», «Психологічна й антропологічна характеристика Волинян», «Тернистий шлях українського народу». 
Головна праця  — «Історія Української греко-православної церкви в Канаді» (т. 1—4, Вінніпег, 1984—89, у співавторстві із Семеном Савчуком). За його редакцією і доповненням був виданий «Етимологічний словник української мови» Івана Огієнка (т. 1—3, Вінніпег, 1979, 1982, 1988).
Помер у м. Вінніпег, Канада.